# Joseba Asiron
Joseba Asiron Saez (Pamplona, 1962) és un historiador, professor d'ikastola i polític navarrès, alcalde de l'Ajuntament de Pamplona per la coalició Euskal Herria Bildu entre 2015 i 2019 i des de desembre de 2023.

## Biografia
Va néixer a Pamplona el 14 d'abril de 1962, a sobre de la famosa Churrería de la Mañueta. És llicenciat en Història de l'Art per la Universitat de Saragossa (1989) i doctor en aquesta matèria per la Universitat de Navarra (2009) amb una tesi sobre les torres de llinatge, cases fortes i palaus de cap d'armeria en la Navarra medieval. És, a més, professor de la ikastola Sant Fermín, en la localitat de Zizur Txiki, des de 1991. Està casat i és pare d'una filla i un fill.

### Alcalde de Pamplona
Es va presentar com a cap de llista d'Euskal Herria Bildu a l'alcaldia de Pamplona en les eleccions municipals de 2015, en les quals la seva formació va resultar la segona força més votada després d'Unió del Poble Navarrés, que optava a la reelecció d'alcalde amb Enrique Maya.
Un pacte d'investidura quatripartit amb Geroa Bai, Aranzadi i Izquierda-Ezkerra li va atorgar la vara d'alcalde el 13 de juny de 2015, en una votació en la qual Asiron va obtenir 14 vots, Enrique Maya va aconseguir 10 suports i la socialista Maite Esporrín va aconseguir 3 suports. Es va convertir, així, en el primer alcalde de l'esquerra abertzale a la capital de Navarra, després d'haver arrabassat l'alcaldia a UPN, que governava la ciutat des de 1999, amb Yolanda Barcina, primer, i Enrique Maya, després.
Després de la seva investidura com a nou alcalde, en declaracions als mitjans, va fer al·lusió al Privilegi de la Unió (1423) que va unificar els tres burgs de Pamplona al segle xv, desitjant que el seu mandat permetés "superar els fossats i les muralles que ens han separat". Finalment, va concloure recordant la frase que, en llatí, apareix en la llinda interior de la porta d'accés a l'Ajuntament de Pamplona: "La porta està oberta per a tots, però sobretot el cor" ("Patet omnibus jauna, cor valde magis").
Unió del Poble Navarrès va recuperar l'alcaldia de l'Ajuntament de Pamplona en 2019, que va quedar en mans d'Enrique Maya, i fou succeït per Cristina Ibarrola fins al 13 de desembre de 2023, quan Joseba Asiron va presentar a l'ajuntament una moció de censura amb el suport de tots els grups del ple, excepte UPN.

### Condemna del terrorisme i la violència
El 1998, davant l'assassinat per part d'ETA del regidor pamplonès Tomás Caballero, Asiron va subscriure al costat d'altres 133 personalitats del món de la cultura (professors, escriptors, músics i periodistes, entre altres) un manifest de condemna al terrorisme.
El text començava amb les següents paraules: "Nosaltres, euskalduns navarresos en el llindar del segle xxi, davant el criminal atemptat comès a Pamplona, volem manifestar nostra més ferma i total condemna de l'injustificable assassinat de Tomás Caballero". Més endavant, s'afegia: "De la mateixa forma que no volem cap tipus d'imposició o violència contra nosaltres, tampoc la desitgem per a ningú. Aquestes vies no donen cap fruit, són estèrils i frustrants. Aquest crim comès en nom d'Euskal Herria és també un atemptat en contra de tot l'euskaldun de Navarra".
El 2015, després de la seva elecció com a alcalde de Pamplona per part del ple municipal, va assegurar que pretenia fer un esforç amb "totes les víctimes" mitjançant la constitució de "una Comissió Permanent per la Pau i la Convivència" per honrar "el seu dret a la memòria, a la justícia i la reparació" i així "promoure la reflexió conjunta sobre el passat i, des de la pluralitat de relats, arribar a una base comuna fonamentada en el foment de l'autocrítica, l'assumpció de responsabilitats i l'aposta inequívoca pel respecte de tots els drets humans". En portaveu de les altres forces de la coalició i amb caràcter institucional com a nou alcalde, va assumir "el rebuig i la condemna de qualsevol violació dels drets humans".
La representant d'Izquierda-Ezkerra, Edurne Eguino, va manifestar que li hauria agradat una condemna més expressa d'ETA i no només de la violència en general. Uns dies abans, Asiron havia declarat, en relació al manifest de 1998: "Ho vaig signar llavors, i no tindria problema especial a signar-ho avui en dia també; però ara em sembla que arriba el moment en el qual la societat, des del respecte, per descomptat, ha de mirar endavant".

## Publicacions
Asiron ha publicat diverses obres de manera individual o conjunta. Destaquen: 
- El palacio señorial gótico en la Navarra rural. Palacios de cabo de armería, torres de linaje, casas fuertes (tesi doctoral) (2009)
- Zangozaldea: Ibilbide historiko bat (Newbook) – Joseba Asiron, Nora Iriarte Osés (autors).
- Navarra 1512, el sueño roto (Elkar, 15 novembre 2011) – Joseba Asiron (autor), Martin Altzueta (il·lustrador).
- 1512. Consecuencias de la Conquista de Navarra (Txertoa, 2012) – Jean Louis Davant, Koldo Zuazo, Luis María Martínez Garate, Floren Aoiz, Pello Guerra, Jon Oria, José Luis Orella Unzué, Mikel Sorauren, Estibaliz González Dios, Lourdes Soria Sesé i Joseba Asiron (autors).
- 50 fechas clave de la Conquista de Navarra (1512 - 1525) (Txalaparta, 2013) - Joseba Asiron (autor), Martin Altzueta (il·lustrador).
- Historia Ilustrada de Euskal Herria 1 - De la prehistoria a la romanización (Txalaparta, 24 novembre 2014) – Joseba Asiron (autor), Martin Altzueta (il·lustrador).
- Adiós, Pamplona (Txalaparta – Diario de Noticias, 10 desembre 2014)
- Historia Ilustrada de Euskal Herria 2 - Reino de Navarra: del sueño a la conquista (Txalaparta, 2015) – Joseba Asiron (autor), Martin Altzueta (il·lustrador).